# Męczennicy kanadyjscy
Męczennicy kanadyjscy – grupa ośmiu świętych Kościoła katolickiego, męczenników, francuskich misjonarzy z zakonu jezuitów; sześciu kapłanów i dwóch braci zakonnych.

## Działalność
Prowadzili w XVII wieku misje wśród Indian z plemion Huronów i Irokezów na terenach Nowej Francji (obecnie Kanada) i w północnej części obecnego stanu Nowy Jork.

## Geneza męczeństwa

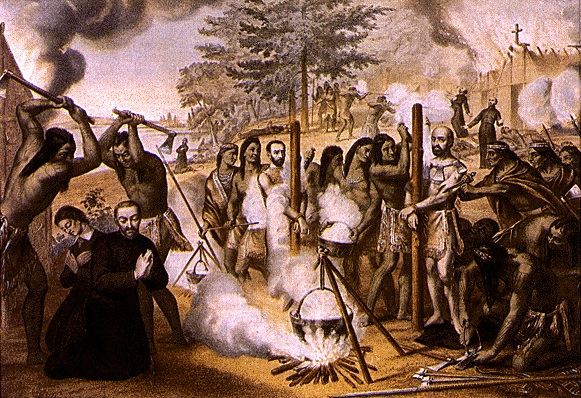
Męczennicy kanadyjscy

Ich działalność spotykała się z oporem ze strony miejscowych szamanów, którzy oskarżali religię czarnych sukni (określenie pochodzące od stroju jezuitów) o sprowadzenie chorób i posądzali misjonarzy o czary. Prowadzili misję mimo prześladowań, aż do męczeńskiej śmierci. Ginęli poddawani torturom i w czasie wojen plemiennych, będąc celem prześladowań na tle religijnym.

## Lista męczenników
- św. Antoni Daniel (1601–1648)
- św. Gabriel Lalemant (1610–1649)
- św. Izaak Jogues (1607–1646)
- św. Jan de Brébeuf (1593–1649)
- św. Jan de Lalande (?–1646)
- św. Karol Garnier (1606–1649)
- św. Natalis Chabanel (1613–1649)
- św. Renat Goupil (1608–1642)

## Patronat
Męczennicy są patronami Kanady. Ich imieniem nazwano jezuicką szkołę średnią w Sacramento (USA).
W 1968 roku w kościele pw. Męczenników Kanadyjskich w Rzymie powstały pierwsze włoskie wspólnoty Drogi Neokatechumenalnej.

## Beatyfikacja i kanonizacja
Papież Pius XI beatyfikował w 1922 roku i kanonizował w 1930 roku grupę kanadyjskich męczenników.

## Dzień obchodów
Wspomnienie liturgiczne w Kościele katolickim obchodzone jest 19 października, zaś w Kanadzie 26 września.

## Znaczenie
W starożytności o chrześcijańskich męczennikach mówiono: „Krew męczenników jest nasieniem nowych chrześcijan”, co znalazło oddźwięk w silnym zakorzenieniu wiary katolickiej w następnych dziesięcioleciach w Kanadzie za sprawą grupy Męczenników kanadyjskich.
Historia życia i misji męczenników kanadyjskich stała się inspiracją dla opowiadań Tobiasa Wolffa i została opisana w książce Briana Moore'a Black Robe zekranizowanej w filmie Bruce'a Beresforda z 1991 roku Czarna suknia.

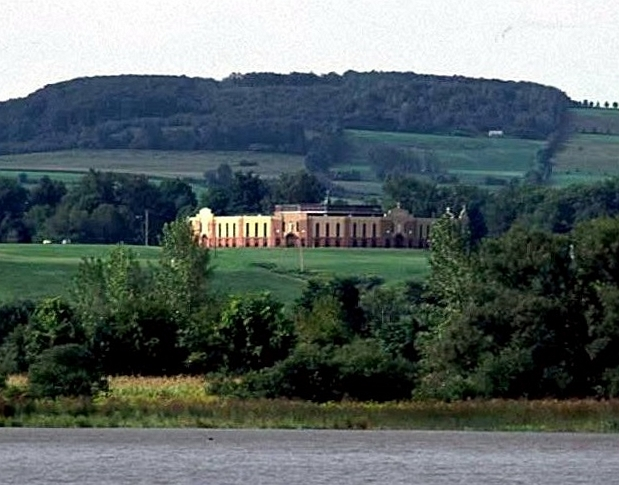
Miejsce kultu męczenników: National Shrine of the North American Martyrs.